# Molnár Tamás (erőemelő)
Molnár Tamás (Mosonmagyaróvár, 1975. június 5. –) magyar erőemelő sportoló, világbajnok. 1997-től a junior- és a felnőtt válogatott keret tagja, felhúzás fogásnemben több alkalommal javított országos csúcsot és ért el kiváló eredményeket. 2012 óta profi sportoló, 2014-ben Argentínában a GPC Világbajnokságon megszerezte az abszolút-kategória első helyezését.

## Életpálya
Tanárszülők gyermekeként született, édesapja Molnár Sándor, édesanyja Nemes Gizella. 1995-ben érettségizett a mosonmagyaróvári Kossuth Lajos Gimnáziumban, majd a NYME Apáczai Csere János Tanítóképző Főiskola művelődésszervező szakán szerzett diplomát 2001-ben.
15 éves korában, az átlagnál vékonyabb testalkata miatt kezdett el súlyzós edzésre járni, már egy év után látszott, hogy guggolásban erősebb, mint a sporttársai többsége. Innen jött az ötlet, hogy erőemelésben tegye próbára magát.

## Sportpályafutás
Első versenye 1993-ban, Sopronban a megyei guggoló- és fekvenyomó bajnokság volt (3. hely – 82,5 kg-os kategória; guggolásban 147,5 kg), ezután Horváth József sokszoros erőemelő bajnok irányításával folytatta az edzéseket. A közös munka eredménye gyorsan jelentkezett, 1995-ben junior magyar bajnoki címet szerzett a 90 kg-os súlycsoportban.
Az 1997-es első országos csúcsa után a junior és a felnőtt válogatott keret tagjává vált, majd súlycsoportot váltott (100 kg-os kategória).
1998-ban megszerezte a felnőtt magyar bajnoki címet is, majd 822,5 kg-os eddigi legjobb összetett eredménnyel junior világbajnoki 5. helyezett lett.
A szlovákiai Bánovcéban 2000-ben rendezett Duna Kupán az abszolút első helyet szerezte meg 832,5 kg-os összetett eredménnyel. Ezen a versenyen felhúzásban 332,5 kg-ra javította az országos és a Duna Kupa csúcsot, melyet azóta sem sikerült megdönteni. Utolsó amatőr versenye 2003-ban volt, ekkor szerezte meg zsinórban 6. felnőtt magyar bajnoki címét.

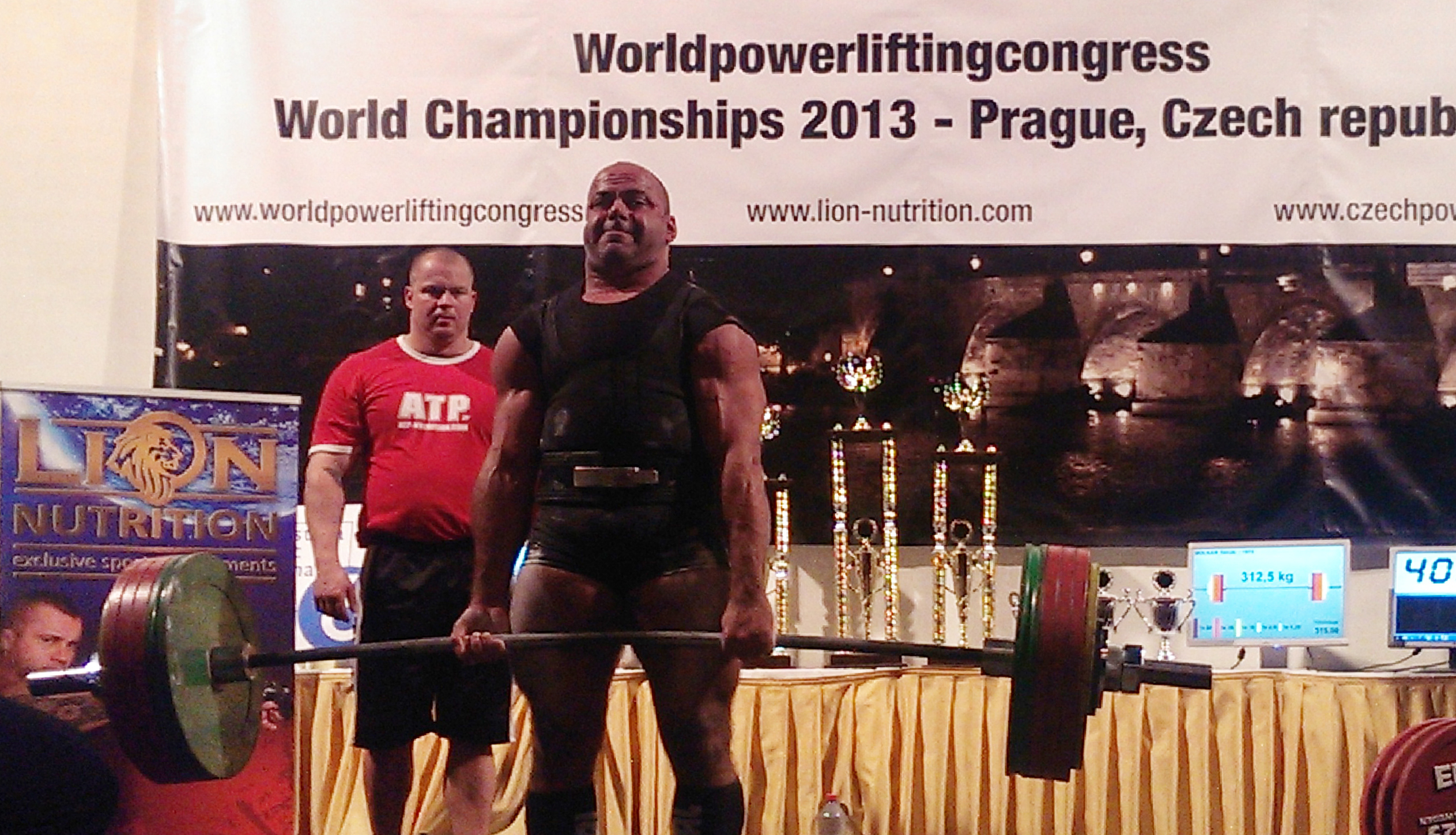
WPC-világbajnokság

Közel 10 év kihagyás után, 2012-ben elindította profi sportolói pályafutását a már önállóvá vált felhúzás fogásnemben (edző: Freimann Sándor). 8 hetes felkészüléssel a balassagyarmati Atlasz Felhúzó Gálán megszerezte súlycsoportja első helyét 280 kg-os teljesítménnyel (RAW – felhúzó ruha nélküli kategória). Ezt újabb sikerek követték, a Portugáliai WPC Európa-bajnokságon (2013) Európa-bajnoki címet (EQUIP – felhúzó ruhás kategória), a prágai WPC világbajnokságon (2013) világbajnoki címet szerzett (EQUIP). Ezt követően valamennyi hazai versenyen sikerült az első helyet megszereznie, amelyen elindult.

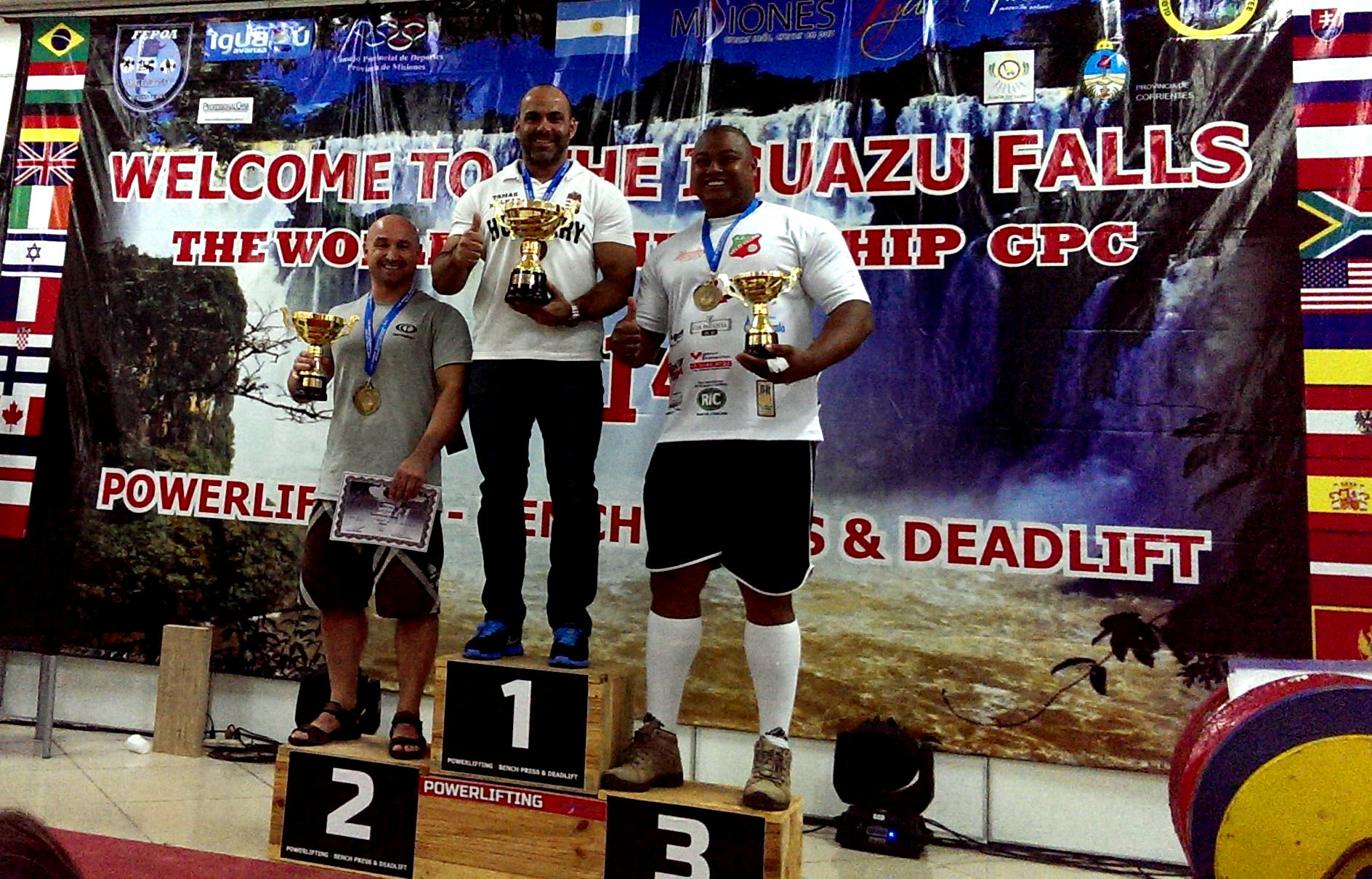
GPC-világbajnokság, abszolút kategória 1. hely

2014-ben tovább tudta javítani eredményeit, a budapesti Scitec RAW Felhúzó Kupán Abszolút első helyet szerzett (320 kg-os felhúzás).
Profi pályafutásának legjobb eredményét a csehországi Trutnovban rendezett GPC Európa-bajnokságon érte el: 327,5 kg-os felhúzással (EQUIP), ezzel az abszolút kategória első helyét sikerült megszereznie.
A következő jelentős állomás a 2014-es GPC Világbajnokság (Iguazú Falls, Argentína) volt, ahol az RAW kategória abszolút világbajnoka lett.
Jelenleg nem versenyez, hosszabb pihenő időszakát tölti.

## Díjak, kitüntetések
2014. év Férfi Sportolója – Mosonmagyaróvár (2015)

## Gyermek
Két gyermek édesapja. Evelin lánya 2002-ben, Levente fia 2016-ban született.

## Versenyeredmények

### IPF – amatőr pályafutás
1995.
- Felnőtt Magyar Bajnokság, Gyula, erőemelés (90 kg)- 630 kg, 5. hely
- Junior Magyar Bajnokság, Budapest, erőemelés (90 kg)- 650 kg, 1. hely

1996.
- Felnőtt Magyar Bajnokság, Dabas, erőemelés (90 kg)- 660 kg, 3. hely
- Junior Magyar Bajnokság, Orosháza, erőemelés (90 kg)- 670 kg, 2. hely

1997.
- Duna Kupa, Bánovce-Szlovákia (90 kg)- 665 kg 1. hely
- II. osztályú Magyar Bajnokság, Székesfehérvár, erőemelés (90 kg)- 696 kg, 1. hely
- Junior Magyar Bajnokság, Kaposvár, erőemelés (100 kg)- 680 kg, 1. hely
- Junior Európa-bajnokság, Pultusk-Lengyelország, erőemelés (100 kg) – 687,5 kg, 5. hely
- Junior Világbajnokság,	Pozsony-Szlovákia, erőemelés (100 kg) – 760 kg, 6. hely

1998.
- Duna Kupa, Immenstadt-Németország, erőemelés (100 kg) – 750 kg, 2. hely
- Felnőtt Magyar Bajnokság, Kaposvár, erőemelés (100 kg) – 781 kg, 1. hely
- Junior Magyar Bajnokság, Esztergom, erőemelés (100 kg) – 802,5 kg, 1. hely
- Junior Világbajnokság, Győr, erőemelés (110 kg) – 822,5 kg, 5. hely

1999.
- Felnőtt Magyar Bajnokság, Kaposvár, erőemelés (100 kg) – 805 kg, 1. hely

2000.
- Duna Kupa, Bánovce-Szlovákia, erőemelés (100 kg) – 832,5 kg, 1. hely
- Duna Kupa, Bánovce-Szlovákia, erőemelés (Abszolút) – 832,5 kg, 1. hely
- Felnőtt Magyar Bajnokság, Szombathely, erőemelés (100 kg) – 832,5 kg, 1. hely

2001.
- Felnőtt Magyar Bajnokság, Tatabánya, erőemelés	(100 kg) – 777,5 kg, 1. hely

2002.
- Felnőtt Magyar Bajnokság, Mosonmagyaróvár, erőemelés (100 kg) – 785 kg, 1. hely

2003.
- Felnőtt Magyar Bajnokság, Budapest, erőemelés (100 kg) – 777,5 kg, 1. hely

### WPC-GPC – profi pályafutás
2013.
- Magyar-Szlovák Erőemelő Bajnokság, Abasár, Eq. felhúzás (100 kg) – 305 kg, 1. hely
- WPC Európa-bajnokság, Vila Do Conde-Portugália, Eq. felhúzás (100 kg) – 310 kg, 1. hely
- BioTech USA–Fitbalance Felhúzó Gála, Budapest,	RAW felhúzás (100 kg) – 315 kg,	1. hely
- WPC Világbajnokság, Prága-Csehország, RAW felhúzás (100 kg) – 315 kg, 2. hely
- WPC Világbajnokság, Prága-Csehország, Eq. felhúzás (100 kg) – 312,5 kg, 1. hely

2014.
- Scitec RAW Felhúzó Kupa, Budapest, RAW felhúzás (100 kg) – 320 kg, 1. hely
- Scitec RAW Felhúzó Kupa, Budapest, RAW felhúzás (Abszolút) – 320 kg, 1. hely
- GPC Európa-bajnokság, Trutnov-Csehország, Eq. felhúzás (100 kg) – 327,5 kg, 1. hely
- GPC Európa-bajnokság, Trutnov-Csehország, Eq. felhúzás (Abszolút) – 327,5 kg, 1. hely
- WPC Európa-bajnokság, Baku-Azerbajdzsán, RAW felhúzás (100 kg) – 315 kg, 2. hely
- Scitec RAW Felhúzó Kupa, Budapest, RAW felhúzás (100 kg) – 317,5 kg, 1. hely
- Scitec RAW Felhúzó Kupa, Budapest, RAW felhúzás (Abszolút) – 317,5 kg, 1. hely
- GPC Világbajnokság, Iguazú Falls-Argentína, RAW felhúzás (100 kg) – 315 kg, 1. hely
- GPC Világbajnokság, Iguazú Falls-Argentína, RAW felhúzás (Abszolút) – 315 kg, 1. hely
- WPC Világkupa, Pozsony-Szlovákia, Eq. felhúzás – 320 kg, 1. hely

2016.
- WPC Magyar bajnokság, Szerencs, Eq. single-ply felhúzás (Masters1 100 kg) – 300 kg, 1. hely
- GPA Európa bajnokság, Zadar-Horvátország, Eq. single-ply felhúzás (Masters1 100 kg) – 305 kg, 1. hely
- GPC Világbajnokság, Knazevac-Szerbia, Eq. single-ply felhúzás (Masters1 100 kg) – 315 kg, 1. hely
- WPC Világbajnokság, Baton Rouge-Louisiana-USA, Eq. single-ply felhúzás (Masters1 100 kg) – 310 kg, 1. hely (abszolút)
- WPC Világbajnokság, Baton Rouge-Louisiana-USA, Eq. multi-ply felhúzás (Masters1 100 kg) – 320 kg, 1. hely (abszolút)

## Videók
- https://www.youtube.com/watch?v=uzQ6C4Uj-Z8
- https://www.youtube.com/watch?v=RjhpS-u7my0
- http://body.builder.hu/video_lejatszas.htm4?id=2093 Archiválva 2015. április 2-i dátummal a Wayback Machine-ben
- http://body.builder.hu/bbtv.htm4?vid_id=2091 Archiválva 2015. április 2-i dátummal a Wayback Machine-ben
- https://www.youtube.com/watch?v=pX54V18fzFw
- https://www.youtube.com/user/Tokasz1975